# Erschleichung des außerehelichen Beischlafs

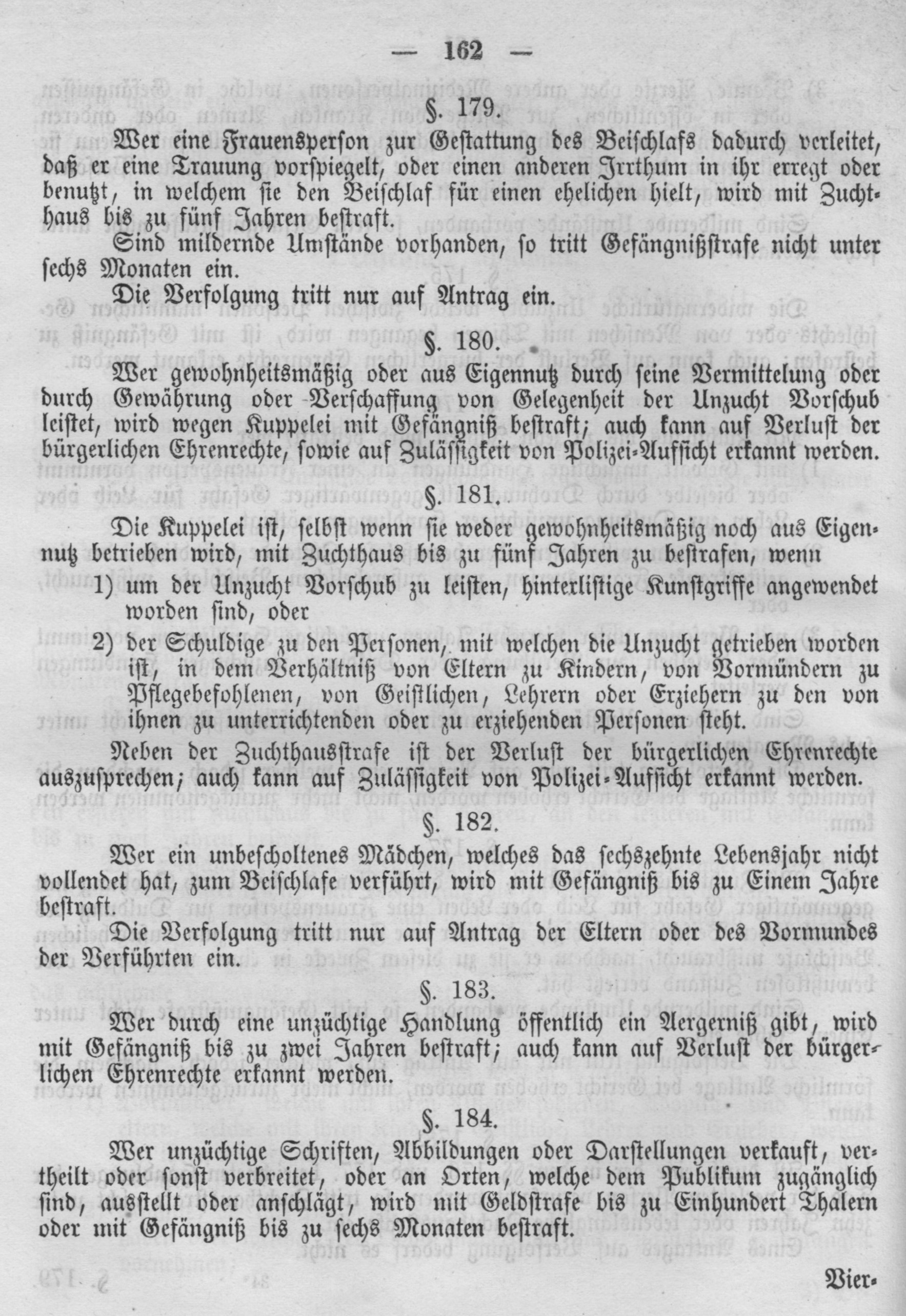
Ursprüngliche Fassung im Reichsgesetzblatt 1871

Erschleichung des außerehelichen Beischlafs war bis 1969 ein Straftatbestand des deutschen Strafgesetzbuchs und in § 179 StGB a. F. geregelt. Der Paragraph lautete in seiner letzten Fassung wie folgt:
(2) Sind mildernde Umstände vorhanden, so tritt Gefängnisstrafe nicht unter sechs Monaten ein.
In der Ursprungsversion, die bereits Teil des Strafgesetzbuchs des Norddeutschen Bundes von 1870 war, war statt von einer „Frau“ noch von einer „Frauensperson“ die Rede. Dies wurde in der Bundesrepublik 1953 geändert. Der diesbezügliche Straftatbestand wurde in der DDR 1968 mit der Einführung des Strafgesetzbuches abgeschafft. In der Bundesrepublik wurde er mit der Großen Strafrechtsreform 1969 gestrichen.

## Fall von 1966
Einer der bekanntesten Fälle der Anwendung dieser Vorschrift war die Verurteilung eines 24-jährigen Bundeswehrgefreiten im Jahr 1966 in Trier zu einer Gefängnisstrafe von acht Monaten. Der Fall gilt aufgrund des außergewöhnlichen Sachverhalts als Kuriosität in der deutschen Justizgeschichte:
In der Silvesternacht lief der Täter in betrunkenem Zustand auf das Haus eines Ehepaares zu, weil er den Verdacht hatte, seine ehemalige Freundin würde dort mit dem Mann Geschlechtsverkehr betreiben. Als er ein Fenster mit brennendem Licht sah, stieg er ein, traf dort aber nur eine 34-jährige Frau alleine an, die bereits schlief und die Nachttischlampe für ihren Mann angelassen hatte, den sie demnächst erwartete. Der Täter schaltete das Licht aus, schloss die Tür mit dem von innen steckenden Schlüssel und begab sich zum Bett. Die Frau erwachte, sah die Umrisse eines Mannes und forderte ihn auf, sich zu ihr ins Bett zu legen. Der Täter kam dieser Aufforderung nach und die beiden hatten Geschlechtsverkehr. Danach schickte die Frau den Täter fort, woraufhin er das Schlafzimmer verließ.
Die Frau behauptete vor Gericht, ihr sei erst nach dem Geschlechtsverkehr aufgefallen, dass der Mann nicht ihr Ehemann gewesen sei. Obwohl der Täter mit 1,80 m deutlich größer und auch schlanker war als der 1,65 m große Ehemann, der Ehemann zudem oberschenkelamputiert war und der Angeklagte nach eigenen Angaben voll angezogen ins Bett stieg, schenkte das Schöffengericht des Amtsgerichts Trier der Frau vollen Glauben und verurteilte den Täter antragsgemäß. Die Berufung vor dem Landgericht Trier und die Revision vor dem Oberlandesgericht Koblenz blieben jeweils erfolglos.